# Saulspoort
Saulspoort (ook wel bekend als Moruleng) is een plaats in de Zuid-Afrikaanse provincie Noordwest. Het ligt 65 kilometer ten noorden van Rustenburg, aan de voet van de Pilanesberg. De plaats is vernoemd naar Tsheole, een voormalig hoofd van de Bakgatla, die door de eerste kolonisten Saul genoemd werd.
De plaats werd gesticht door de Zwitserse zendeling Henri Gonin, die onder de Bakgatla ging werken. Hij begon zijn werk vanaf de boerderij 'Saulspoort', welke in bezit was van Paul Kruger, de latere president van de Zuid-Afrikaansche Republiek. Kruger verkocht de boerderij uiteindelijk in 1869 aan Gonin.